# Милосав Браљинац
Милосав Браљинац (1779 - 1849), из Браљине, председник суда, управник Крушевачког округа, народни посланик (Српске Новине, 26. јун 1837, pp. 4), члан Апелационог суда и кавалир. Имао је синове Анту и Максима